# Operación Plumbat
La operación Plumbat fue una operación llevada a cabo en 1968 por el Mosad en colaboración con Lakam, con el objetivo de conseguir el material que Israel necesitaba para construir armas nucleares.

## Descripción
Cuando Francia dejó de suplir a Israel de uranio para el Reactor Nuclear de Dimona después de la Guerra de los Seis Días se sospechó de la obtención de 200 toneladas de Óxido de uranio de la compañía Union Minière belga en un envío desde Amberes a Génova.
El carguero alemán Sheersberg A desapareció junto con su cargamento de 200 toneladas de óxido de uranio (torta amarilla). Cuando el carguero reapareció en un puerto de Turquía, el cargamento había desaparecido; había sido transferido a otro barco israelí en alta mar.
Las acciones del Mossad violaron los controles de la Comunidad Europea de la Energía Atómica para materiales nucleares.
El término plumbat procede del latín, y hace referencia a los contenedores de plomo que se usan para transportar los materiales radioactivos.